# Ford F-MAX
Ford F-MAX — вантажні автомобілі, що виробляються компанією Ford Truck з 2018 року.
Автомобілі Ford F-MAX здобули титул «Вантажівка року» у 2018 році.

## Опис

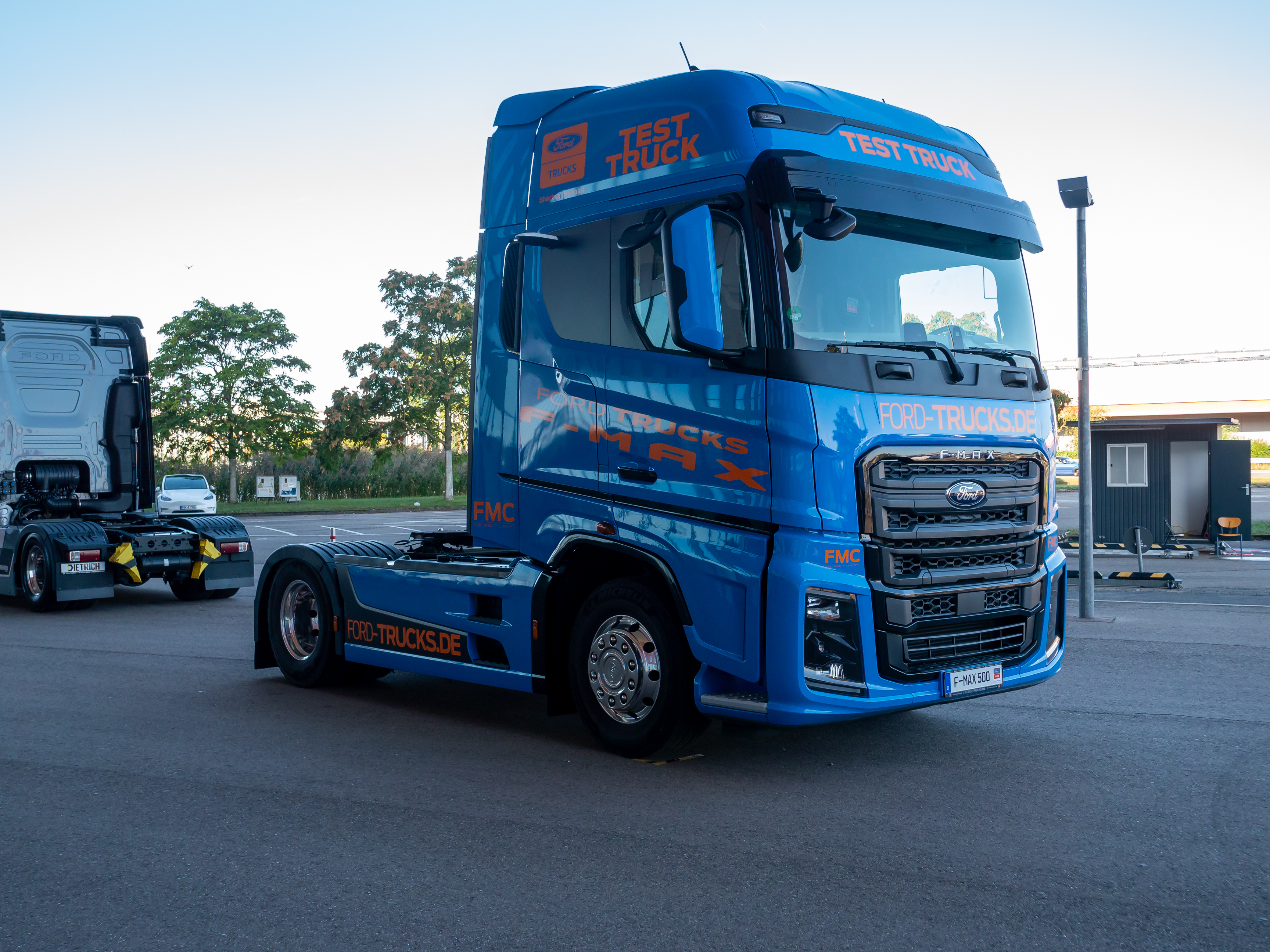
Ford Trucks F-MAX (з 2023)

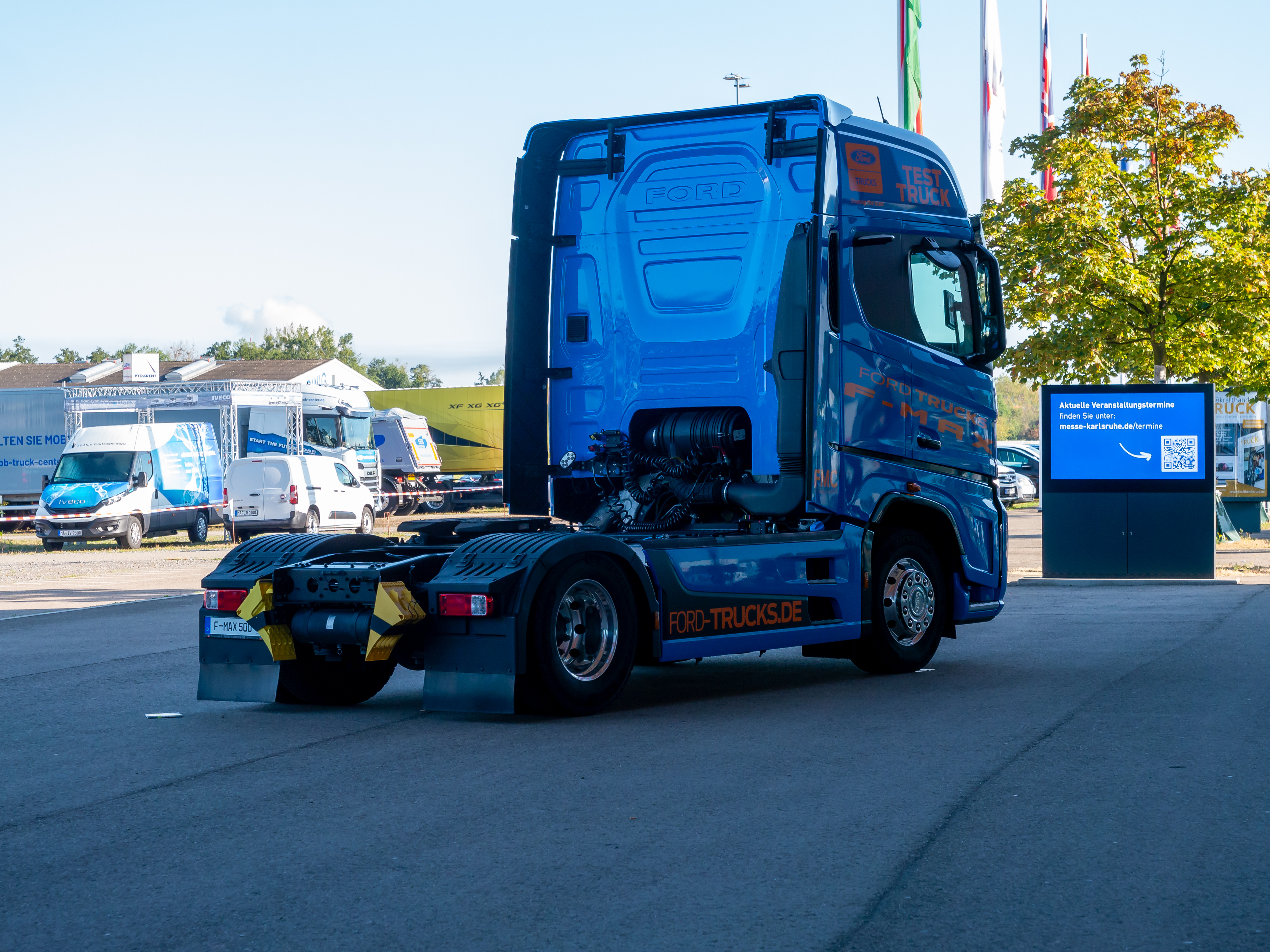
Ford Trucks F-MAX (з 2023)

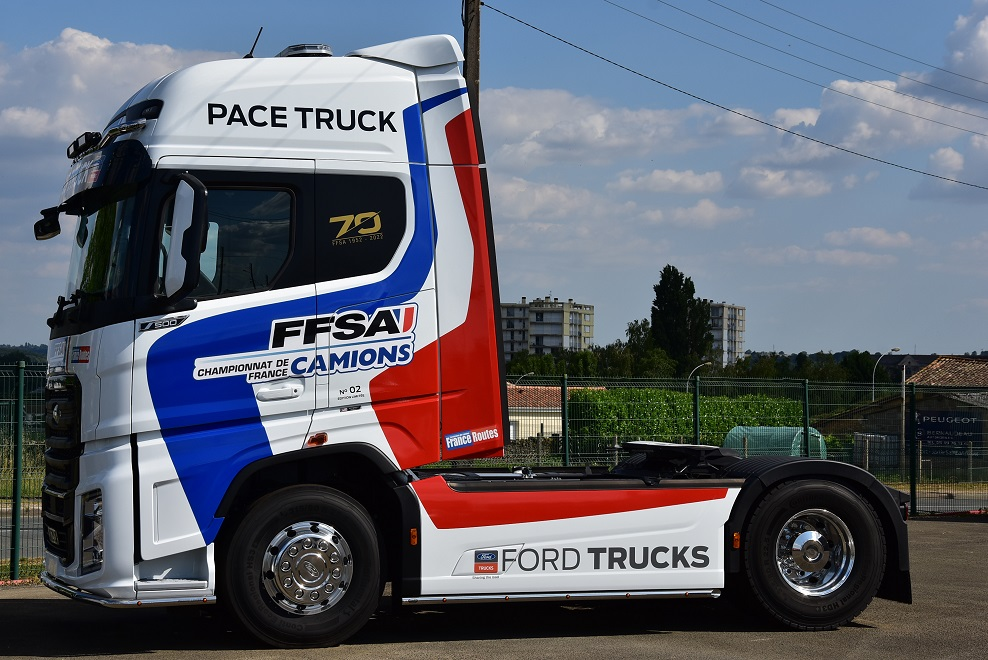
Pace truck (2022)

Ford F-MAX отримав абсолютно нову кабіну з технологією cutting-edge — шириною 2,5 м. Тут абсолютно нова приладова панель — з 8-дюймовим TFT монітором борт-компьютера і 7,2-дисплеєм тачскрін мультимедійної системи. Водій оцінить багатофункціональний кермо і крісло з численними регулюваннями (в поздовжньому напрямку в межах 260 мм).

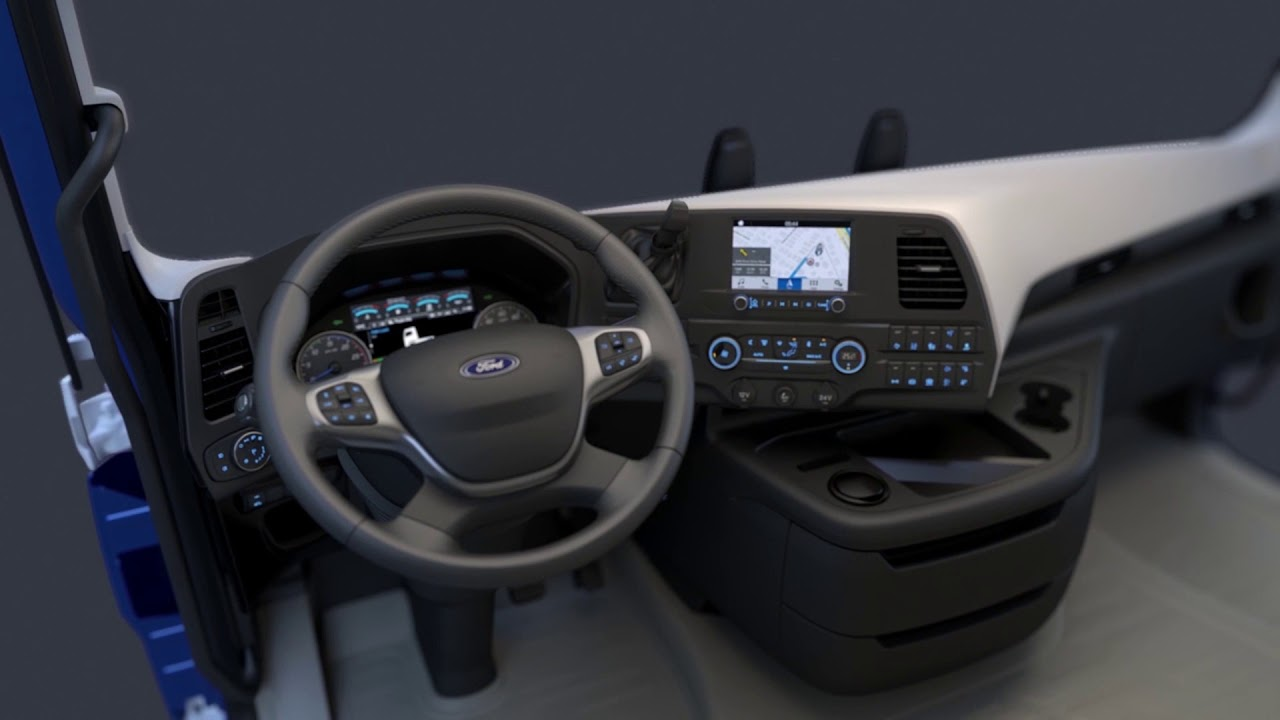

Ford F-MAX отримав 6-циліндровим турбодизель E6D Ecotorq стандарту Євро 6 — робочим об'ємом 12,7 л і потужністю 500 к.с. Максимальний крутний момент становить 2500 Нм, а гальмівна потужність — 400 кВт. У порівнянні з попередником витрачає на 6 % палива менше. У цьому заслуга E-APU технології, функції Eco-Roll (автоматичне включення «нейтрали» в КП) і предикативного круїз-контролю (Max Cruise). В кінцевому підсумку загальні експлуатаційні витрати знижені на 7 %.
З двигуном працює 12-ступінчаста автоматична трансмісія ZF, яка має два режими — Eco-Mode і Power-Mode. У двигуна застосований турбонаддув із змінною геометрією, помпа і компресор із змінною швидкістю роботи. В якості опції доступний інтардер з гальмівною потужністю 1000 кВт.
На Ford F-MAX застосована революційна технологія ConnectTruck. Вона дозволяє не тільки проводити віддалену діагностику всіх систем автомобіля. Система аналізує топографію місцевості і дорожню обстановку і вибирає оптимальну швидкість, що допомагає знизити витрату палива на 4 %.
F-MAX укомплектований сучасними система активної безпеки. Це Adaptive Cruise Control, система допомоги при екстреному гальмуванні — Advanced Emergency Brake System, система допомоги при старті на підйомі — Hill Launch Assist, система стеження за рух по заданій смузі Lane Departure Warning і, звичайно ж, система стабілізації ESC.

## Модифікації

### F-MAX L
Ford F-MAX L представлений у 2021 році. Це модифікація базового F-MAX, що відрізняється збільшеною з 3600 мм до 3750 мм колісної бази. За рахунок цього вдалося збільшити паливні баки до сумарного об'єму 1350 л (750+600 л).

### F-MAX LL
Ford F-MAX LL (lowliner) – модифікація базового F-MAX, призначена для перевезення напівпричепів збільшеного обсягу. Висота сідельно-зчіпного пристрою знижена до 996 мм, використовуються низькопрофільні шини (315/60 R22,5 на передній осі, 295/60 R22,5 на задній). Місткість паливних баків менша, ніж у інших модифікацій 510+410 л, це обумовлено меншою висотою шасі. Також, на LL застосовується задній міст з меншим передатним числом: 2,31 (як опція доступна і 2,47). Є відмінності і в підвісці: на передньому мосту до параболічних ресор додані пневмоподушки, підвіска заднього моста - тільки на 4 пневмоелементах.

### F-MAX Blackline
2021 року Ford Trucks представив спеціальну версію тягача F-MAX: Blackline. Тираж лімітованої версії складає 250 одиниць. Вантажівки ексклюзивної серії пофарбовані в сріблястий металік "Moondust Silver" з чорними смугами. Тягачі отримали затемнені фари зі світлодіодним ближнім світлом, чорні диски та чорні кожухи дзеркал заднього виду. Кожна вантажівка відзначена унікальним номером на дверях.
Всередині F-MAX Blackline відрізняється від стандартного сидіння, обробкою передньої панелі, панелей обшивки і кермового колеса.

## Двигун
- 12,7 л Ford Otosan Ecotorq І6 500 к.с. при 1800 об/хв 2500 Нм при 1000–1400 об/хв

## F-Line

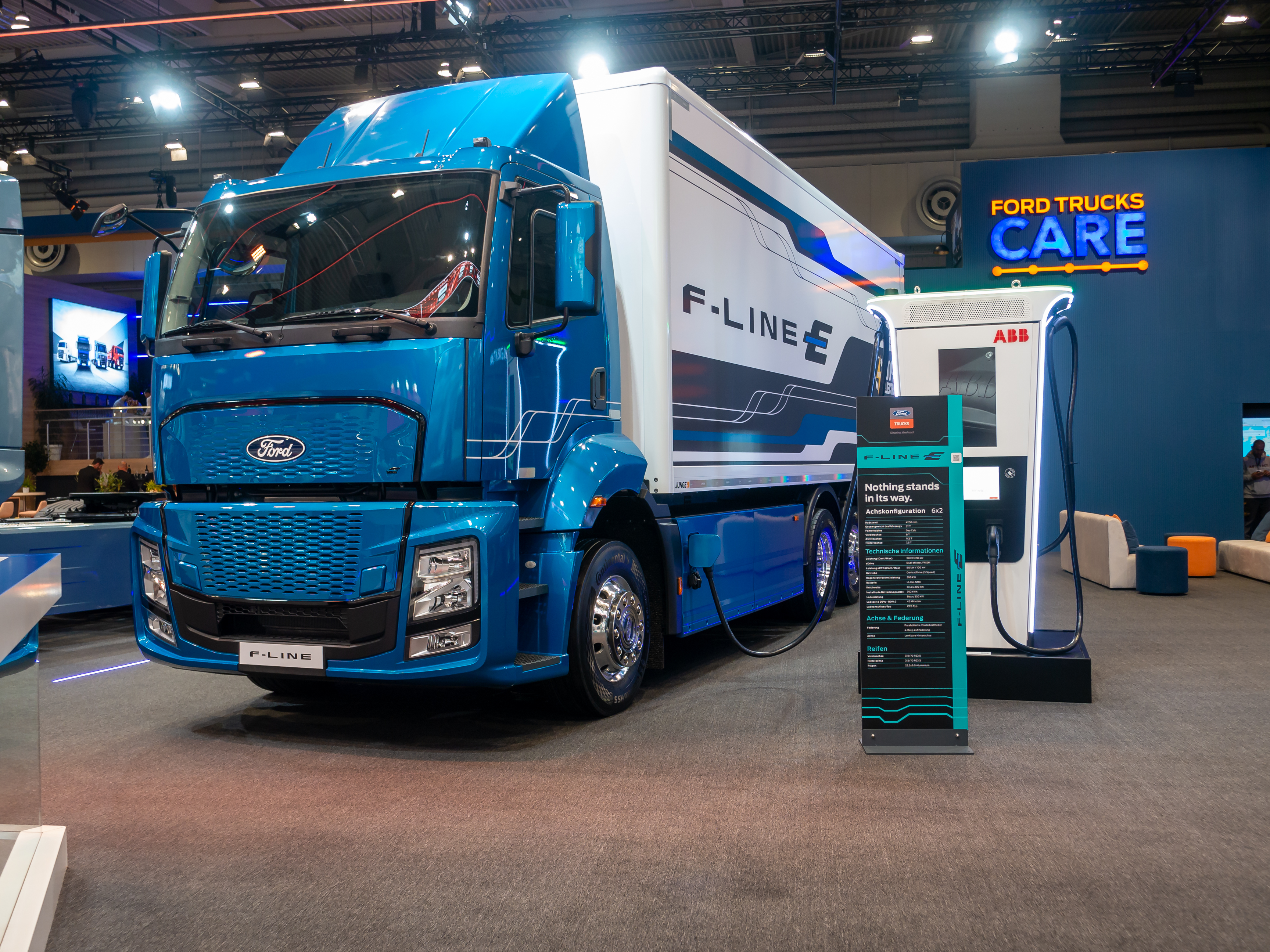
Ford F-Line

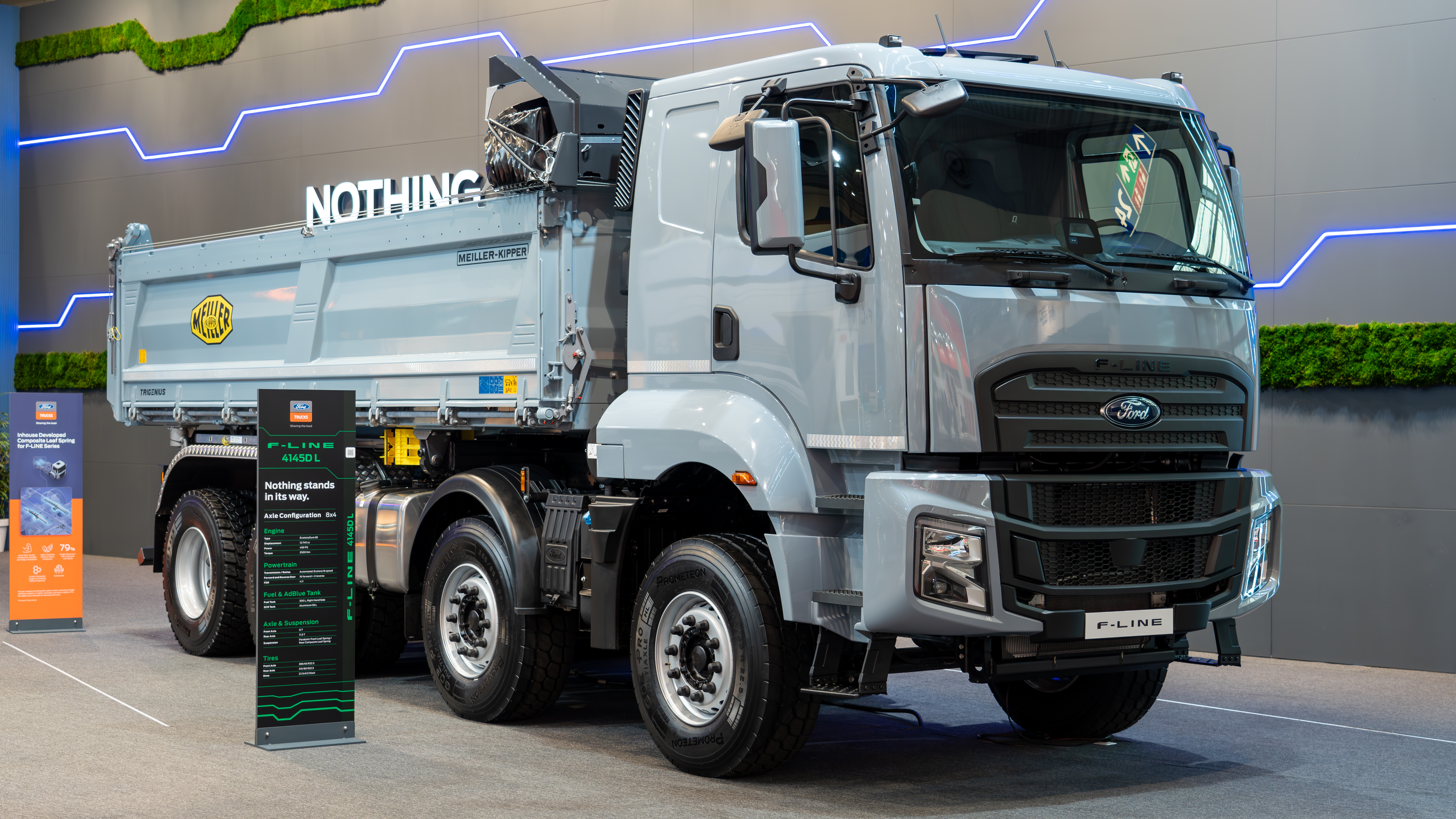
Ford F-Line 4145D L

в листопаді 2023 року дебютувало сімейство вантажівок важкого класу – F-Line. Існують різні конфігурації колісних формул для тягачів та шасі: 4х2, 6х2,  6х4, 8х2 й 8х4. Кабіни можна замовити як денні, так і спальні, зі стандартним чи високим дахом.
Ford F-Line будуть доступні два силові агрегати Ford Ecootorq стандарту Евро 6E: робочим об’ємом 9,0 і 12,7 л – потужністю від 330 до 480 к.с. З двигуном буде агрегатуватися або 9-ступенева механічна або автоматична коробка передач ZF. З 12,7-літровими двигунами можна буде встановити і новий 16-ступенева АКПП власної розробки. Замовити вантажівки Ford F-Line можна буде з лютого 2024 року.